# Lâm Kiết
Lâm Kiết là một xã thuộc huyện Thạnh Trị, tỉnh Sóc Trăng, Việt Nam.

## Địa lý
Xã Lâm Kiết nằm ở phía đông bắc huyện Thạnh Trị, có vị trí địa lý:
- Phía đông và phía nam giáp huyện Mỹ Xuyên
- Phía tây giáp xã Lâm Tân
- Phía bắc giáp huyện Mỹ Tú.

Xã Lâm Kiết có diện tích 18,54 km², dân số năm 2022 là 8.868 người, mật độ dân số đạt 478 người/km².

## Hành chính
Xã Lâm Kiết được chia thành 6 ấp: Kiết Bình, Kiết Hòa, Kiết Lợi, Kiết Thắng, Kiết Thống, Trà Do.

## Lịch sử
Ngày 7 tháng 7 năm 1982, Hội đồng Bộ trưởng ban hành Quyết định số 111-HĐBT về việc thành lập xã Lâm Tân trên cơ sở một phần của xã Lâm Kiết.
Ngày 16 tháng 9 năm 1989, Hội đồng Bộ trưởng ban hành Quyết định số 128-HĐBT. Lúc này, xã Lâm Kiết có 2.381,73 ha diện tích tự nhiên và 6.295 nhân khẩu.